# Doug Kimbell
Douglas Burns Kimbell, detto Doug (Long Beach, 22 giugno 1960), è un ex pallanuotista statunitense, vincitore di una medaglia d'argento alle olimpiadi di Seul 1988.